# McDonaldland (videogioco)
McDonaldland (chiamato M.C. Kids in Nord America) è un videogioco a piattaforme del 1992, pubblicato da Virgin Interactive per NES, Game Boy (questa versione in America venne commercializzata col titolo Spot: The Cool Adventure, basata sul franchise di Cool Spot, sviluppandosi come titolo a parte) e vari home computer. Il gioco è ispirato all'omonimo universo immaginario della McDonald's. Virgin Interactive quello stesso anno pubblicò un altro gioco basato sul franchise, Global Gladiators, per varie console SEGA, il quale condivide gli stessi protagonisti di McDonaldland.

## Trama
Due ragazzini, chiamati Mick e Mack, intraprendono un viaggio nella terra di McDonaldland per recuperare la borsa magica di Ronald McDonald, rubata dal perfido Hamburglar. Sulle tracce del fuggiasco, i due ragazzini attraversano le aree di Ronald, Birdie, Grimace e Professor. Grazie a un missile costruito dal professore possono poi raggiungere la Luna e CosMc, il quale indica loro il nascondiglio di Hamburglar, all'interno di un vulcano. Mick e Mack raggiungono così finalmente il fuggitivo, ma devono confrontarsi anche con la borsa magica stessa, prima di poterla restituire a Ronald.

## Modalità di gioco
Il gameplay è simile a quello di Super Mario Bros. 2: Mick e Mack possono correre, saltare e lanciare oggetti raccolti nel corso del livello contro i nemici. Similmente a Super Mario Bros. 3 e StarTropics il gioco presenta sei mondi (più uno facoltativo), ma a differenza di questi due titoli per passare da un'area all'altra occorre prima recuperare un certo numero di carte del McDonald's nascoste nei vari livelli di quel mondo. L'arco dorato simbolo del franchise può essere raccolto per aumentare le vite a propria disposizione. Ogni livello è pieno di segreti e tranelli, come zip che trasportano ad aree segrete, blocchi che invertono la gravità e frecce che riportano il giocatore all'inizio del livello.

## Accoglienza
Al gioco venne dato il minimo assoluto di promozione, e ricevette molte critiche negative, sia per il livello di difficoltà troppo alto per la sua destinazione ai bambini, sia per il suo palese scopo pubblicitario (anche se non contiene quasi nessun riferimento ai prodotti dell'azienda stessa).